# José Lemaire
José Lemaire (Nieuwkerke, 8 mei 1936 - Ieper, 29 maart 2004) was een Belgische politicus en burgemeester.

## Biografie
Lemaire woonde in Nieuwkerke. Hij was de zoon van Leon Lemaire, burgemeester van Nieuwkerke. José Lemaire werd bankier en kantoorhouder van het Gemeentekrediet in Nieuwkerke. Hij huwde met Nelly Debailleul.
Hij werd eveneens actief in de gemeentepolitiek en toen zijn vader in 1962 overleed, volgde hij hem op als burgemeester van Nieuwkerke. José Lemaire was toen op 26-jarige leeftijd de jongste burgemeester van België.
In het begin van zijn burgemeesterschap kreeg hij al meteen te maken met de taalgrenskwestie in 1963. Nieuwkerke lag aan de taalgrens, verloor het gehucht Clef de Hollande, maar kon de rest van zijn grondgebied behouden. In 1977 werd Nieuwkerke een deelgemeente van de nieuwe fusiegemeente Heuvelland en Lemaire werd de eerste burgemeester van de nieuwe gemeente. Hij bleef burgemeester tot de verkiezingen van 2000.
Op 29 maart 2004 raakte hij betrokken in een auto-ongeval in Kemmel. Op het kruispunt van de Kemmelstraat en de Vierstraat botste hij met zijn wagen op een landbouwbulldozer. Hij werd overgebracht naar het Jan Ypermanziekenhuis in Ieper, waar hij overleed.
José Lemaire had samen met zijn echtgenote Nelly Debailleul 2 zonen, Didier en Guy Lemaire. Didier, gehuwd met Nathalie Blootacker, dochter van Roger Blootacker en Monique Vandoolaeghe, schonk José en Nelly 3 kleinkinderen: Vicky, Laurence en Niels. Guy Lemaire, gehuwd met Heidi Soetaert, dochter van Eddy Soetaert en Ginette Desmet heeft de ereburgemeester 2 kleinkinderen geschonken: Tessa en Xander. Allen zijn nog steeds in Nieuwkerke, dorp van hun geliefde grootvader en overgrootvader, gevestigd.